# توماس كيرك
توماس كيرك (بالإنجليزية: Thomas Kirk )‏ (و. 1828 – 1898 م) كان عالم نبات إنجليزي المولد، ومعلمًا، وموظفًا حكوميًا، وكاتبًا، ورجل كنيسة، انتقل إلى نيوزيلندا مع زوجته وأطفاله الأربعة في أواخر عام 1862. كلفته الحكومة النيوزيلندية في عام 1884 بتجميع تقرير عن الغابات الأصلية في البلاد و عينه رئيسًا لمحافظة الغابات في العام التالي. نشر 130 ورقة بحثية في علم النبات والنباتات بما في ذلك متانة الأخشاب النيوزيلندية، ونباتات الغابات في نيوزيلندا، ونباتات الطلاب في نيوزيلندا. ولد في كوفنتري، توفي في ويلينغتون، عن عمر يناهز 70 عاماً.

## جوائز
حصل على جوائز منها:
- زمالة الجمعية اللينيانية اللندنية ‏.